# Christian B. Anfinsen
Christian Boehmer Anfinsen, Jr. (26.3.1916 – 14.5.1995) là nhà hóa sinh người Mỹ, đã đoạt Giải Nobel Hóa học năm 1972 chung với Stanford Moore và William Howard Stein cho công trình nghiên cứu về ribonuclease, đặc biệt về sự kết nối giữa chuỗi amino acid và cách cấu tạo hoạt động sinh học.

## Tiểu sử
Christian Anfinsen sinh tại Monessen, Pennsylvania trong một gia đình người Na Uy nhập cư. Thập niên 1920, gia đình ông chuyển tới cư ngụ ở Philadelphia. Ông đậu bằng cử nhân ở Swarthmore College năm 1937. Năm 1939, ông đậu bằng thạc sĩ ngành hóa hữu cơ ở Đại học Pennsylvania. Năm 1939, The American-Scandinavian Foundation (Quỹ Scandinavia-Hoa Kỳ) cấp cho ông một học bổng để nghiên cứu phát triển các phương pháp mới nhằm phân tích cấu trúc hóa học của các protein phức tạp, tức là các enzym, tại phòng thí nghiệm Carlsberg ở Copenhagen, Đan Mạch. Năm 1941, Anfinsen được cấp một học bổng để học bằng tiến sĩ ở Phân khoa Hóa sinh của Trường Y học Harvard (thuộc Đại học Havard), và năm 1943 Anfinsen đậu bằng tiến sĩ ngành hóa sinh ở trường này.
Ông cải sang Do Thái giáo năm 1979. Cùng năm, ông đã bỏ không hút thuốc lá nữa.

## Sự nghiệp
Năm 1950, Viện Tim quốc gia, thuộc National Institutes of Health ở Bethesda, Maryland, tuyển ông vào làm trưởng phòng thí nghiệm sinh lý tế bào. Năm 1954, ông được cấp một học bổng của Quỹ Rockefeller để trở lại nghiên cứu một năm ở phòng thí nghiệm Carlsberg, rồi tiếp theo một học bổng nữa của Quỹ Guggenheim để nghiên cứu ở Viện khoa học Weizmann tại Rehovot, Israel từ năm 1958 tới 1959.
Năm 1962, Anfinsen trở lại "Trường Y học Harvard" làm giáo sư thỉnh giảng, rồi được mời làm trưởng phân khoa Hóa học. Sau đó ông được bổ nhiệm làm trưởng "Phòng thí nghiệm Sinh hóa" của "Viện quốc gia các bệnh chuyển hóa và viêm khớp" (nay là Viện quốc gia các bệnh viêm khớp, tiểu đường, tiêu hóa và bệnh thận), nơi ông làm việc tới năm 1981. Từ năm 1982 tới khi qua đời năm 1995, Anfinsen làm giáo sư môn Hóa lý sinh (Biophysical Chemistry) tại Đại học Johns Hopkins.
Anfinsen đã xuất bản hơn 200 bài nghiên cứu, phần lớn trong lãnh vực mối quan hệ giữa cấu trúc và chức năng của các protein. Ông cũng là người tiên phong về ý tưởng trong lãnh vực nén chặt axít nucleic. Năm 1961, ông đã chỉ ra rằng ribonuclease có thể gập lại sau khi làm biến tính trong khi vẫn giữ nguyên hoạt tính enzym, điều đó đưa ra giả thuyết là mọi thông tin do protein đòi hỏi để chấp thuận việc tạo hình dáng cuối cùng được mã hóa trong cấu trúc sơ cấp của nó.

## Giải thưởng và Vinh dự
- Anfinsen được bầu làm viện sĩ của Viện Hàn lâm Khoa học và Nghệ thuật Hoa Kỳ năm 1958.[7]
- Viện sĩ của Viện Hàn lâm Khoa học quốc gia (Hoa Kỳ),
- Hội viên Hội khoa học hoàng gia Đan Mạch (Det Kongelige Danske Videnskabernes Selskab)
- Hội viên Hội Triết học Hoa Kỳ.[3][8]
- Giải Nobel Hóa học (1972)

## Tác phẩm chọn lọc
- The Molecular Basis of Evolution (1959)
- Advances In Protein Chemistry (1980)